# لوکا پارودی
لوکا پارودی (انگلیسی: Luca Parodi؛ زادهٔ ۶ آوریل ۱۹۹۵) بازیکن فوتبال است.
از باشگاه‌هایی که در آن بازی کرده‌است می‌توان به باشگاه فوتبال چیتادلا اشاره کرد.